# Атомэнергоэкспорт
Атомэнергоэ́кспорт (полное наименование Открытое акционерное общество Внешнеэкономическое объединение «Атомэнергоэкспорт») — российская инжиниринговая компания, один из ведущих игроков на рынке строительства атомных электростанций.
«Атомэнергоэкспорт» был учреждён в 1973 году в рамках Государственного комитета по экономическим связям (ГКЭС) СССР. Его целью стало обеспечение и координация работ по реализации межправительственных соглашений по сотрудничеству в области атомной энергетики.
«Атомэнергоэкспорт» является членом Гильдии логистических операторов Московской Торгово-промышленной палаты. 
Система управления соответствует ISO 9001:2000.

## Собственники
В марте 2003 г. ОМЗ приобрела 19,9 % акций «Атомэнергоэкспорта» (недоступная ссылка)
В октябре 2004 г. «Социнвестгарант» стала владельцем 95 % акций «Атомэнергоэкспорта» ОМЗ /

## Деятельность
В советское время ВО «Атомэнергоэкспорт» за рубежом был построен 31 энергоблок АЭС суммарной мощностью около 16,6 млн. КВт.
«Атомэнергоэкспортом» возведены:
- АЭС Райнсберг, Германия
- АЭС Норд, Германия
- АЭС Богунице, Словакия
- АЭС Моховце, Словакия
- АЭС Темелин, Чехия
- АЭС Дукованы, Чехия
- АЭС Пакш, Венгрия
- АЭС Козлодуй, Болгария
- АЭС Ловииса, Финляндия

В силу политических причин были остановлены крупные стройки:
- АЭС Белене, Болгария
- АЭС Жарновец, Польша
- АЭС Тонхэ, КНДР
- АЭС Хурагуа, Куба
- АЭС Штендаль, Германия
- Норд Стендаль, ГДР
- Моховце, Словакия
- Темелин, Чехия
- Пакш, Венгрия
- Сирт, Ливия

Вклад ОАО «Атомэнергоэкспорт» и ВПО «Зарубежатомэнергострой» в развитии производства и международного сотрудничества отмечен в 1980 году Международной премией «Золотой Меркурий».

### Современность
В настоящее время ОАО ВО «Атомэнергоэкспорт» выполняет работы по проектированию и строительству на условиях «под ключ» когенерационных электростанций в Республике Беларусь. 31 декабря 2010 года была запущена первая когенерационная станция в г. Микашевичи. В настоящее время завершается строительство когенерационной станции в г. Добруж.
В результате реструктуризации в 2012 году, начала самостоятельную коммерческую деятельность компания Atomenergoexport ltd,  до этого времени являющаяся внутриструктурным подразделением JSC Atomenergoexport. Генеральным директором назначен Сазонов Д.В. , входивший до этого в совет директоров.  Экспорт изотопной продукции стал основным видом деятельности компании.